# 霍都
霍都是香港作家金庸武俠小說作品《神鵰俠侶》中的反派人物，但在亞視原創電視劇太極張三豐中也借用了這個名称，並採用了某些與倚天屠龍記相似的設定。
霍都身穿黃淺色錦袍，手拿摺扇，作貴公子打扮，臉上一股傲狠之色。為金輪國師的徒弟，也是蒙古王子，新修版又做為成吉思汗之義兄札木合之孫。
登場回數:(神)4,12-14,16-26,36-37
另外，蕭若元在創作麗的電視劇集《太極張三豐》時，也參考其角色而創作霍都王子一角。

## 生平
金輪國師的三弟子，天資聰穎但性格奸巧有野心，不為金輪國師所喜，聰明的霍都亦察覺金輪疏遠自己且藏私不授真本事，故表面恭順，但內心極為不悅。
曾經去全真教重阳宫一战中挑戰郭靖，但被郭靖一拉，霍都使尽平生之力，始终未能有丝毫劲力传上扇柄，霍都明白对方武功远胜于己，当下相約10年之後再戰。戰後郭靖回思他的容貌举止，想不起他是谁的子嗣，只覺似曾相識。
英雄大宴中，霍都和南帝四大弟子之一「讀」朱子柳展開激烈交戰，使用暗器打贏實力遠勝於他的朱子柳。 後來全真教一戰，金輪法王不敵楊過的玄鐵劍法，他虽与达尔巴共同救师，但旋即用诈术骗师兄独力支持，霍都說要回去修練10年自行脱身逃跑，自此和金輪法王決裂。
殺死丐帮幫眾何師我，並冒充何師我混跡丐帮16年，從普通幫眾一路攀升至頗具份量的長老。陰謀篡位丐幫幫主，欲偷習降龍十八掌與打狗棒法一統武林。
霍都用奸計騙丐帮幫主魯有腳到破廟暗殺他並夺得打狗棒，更在丐帮襄阳大会上以其狡计武功击败耶律齐。他的武功雖然高于耶律齐許多，但他不敢在众目睽睽之下使用他那把特殊的钢扇作武器，深怕被识破，無法使真功夫只好配巧計取勝。他本来已经离丐帮帮主之位只差一步，却被杨过打乱阵脚，危机中露出马脚被朱子柳识破，被师兄达尔巴打成重伤，詐死骗过达尔巴打算暗算郭芙，但最后还是被杨过与「东邪」黄药师合力以「弹指神通」彈死。

## 武功
狂風迅雷功
右扇左袖，鼓起一陣疾風，急向對手撲去，勁風力道凌厲，除了兵刃拳腳之外，叱詫雷鳴，是克敵制勝的一門厲害手段。

## 影视形象

### 電視劇
- 1983湯鎮業：《神鵰俠侶》
- 1984宋憲宏：《神鵰俠侶》
- 1995魯振順：《神鵰俠侶》
- 1998沈傾掞：《神鵰俠侶》
- 1998张永刚：《神鵰俠侶》
- 2006高虎：《神鵰俠侶》
- 2014張天陽：《神鵰俠侶》

### 电影
- 1983顾冠忠香港邵氏电影《杨过与小龙女》